# عملية قوة دلتا في سوريا 2015
في 15 أيار/مايو 2015؛ نفذت قوة دلتا التي تتواجدُ في العراق عملية سريّة ضد أحد قادة تنظيم الدولة الإسلامية (داعش) في سوريا. استهدفت العمليّة قائدًا يُدعى أبو سياف ونجحت في اغتيالهِ بعدما اشتبكَ مع القوات الأمريكيّة. أبو سياف هو أحد قادة تنظيم داعش ويتركزُ عمله على إدارة عمليات بيعِ النفط والغاز حيثُ نجحَ في بناء شبكة من التجار والمهربين من أجل ضمان الاستفادة من النفط المُهرب والذي يُمثل ركيزة أساسية من بين الركائز الأخرى التي يقومُ عليها اقتصاد داعش. لأبو سياف واجبات أخرى مثلَ الإنفاق على العبيد، إعادة بناء منشآت النفط التي تضررت من الغارات الجوية وحِساب مبالغ الإيرادات وباقي ذلك من المهام المتنوعة. قُبض خلال العملية على زوجة أبو سياف المدعوة أم سياف وهي مُحتجزة حاليًا من قِبل القوات الأمريكية في العراق. أدت العملية أيضا إلى تحرير سيدة يزيدية كانت عبدة لدى التنظيم المُتطرف. قُتل عشرات من مقاتلي داعش أيضا في الغارة حسب تصريحات اثنين من المسؤولين في الولايات المتحدة. في المُقابل؛ أفادَ المرصد السوري لحقوق الإنسان بأن 19 من مقاتلي داعش قد قتلوا في الغارات الجوية الأميركية التي رافقت العمليّة، وقال أحد المسؤولين إنّ عناصر في داعش حاولوا مهاجمة القوات الخاصة ولكنهم فشلوا في ذلك نسبةً للدعم الذي تلقوه الجنود في قوة دلتا من خِلال طائرة سيكورسكي يو إتش-60 بلاك هوك وطائرات الهليكوبتر من طِراز في-22 أوسبري.
كشفَت المخابرات خلال العمليّة كيف تُموّل داعش نفسها من خلال تهريب وبيع النفط والغاز في السوق السوداء لتحقيق أقصى قدر من الأرباح كما اكتشفت المُخابرات تعامل بعض «المسؤولين الفاسدين» في حكومة الأسد معَ التنظيم المتطرف من أجلِ جني ملايين الدولارات فضلًا عن معلومات أخرى من قبيل أنّ ضربات التحالف الدولي كانت تُساهم في تراجع التنظيم لكنها لم تكن تُدمر مصدر دخله بالكامل لتنوعه ولعدّة أسباب أخرى. وصفَ وزير الدفاع آش كارتر الغارة بالضربة الكبيرة ضد الدولة الإسلامية وبشّر بمزيد من الرعب الذي سيُطارد عناصر التنظيم أينما حلوا وارتحلوا. أمّا سي إن إن فقد ذكرت أنّ الولايات المتحدة حصلت على معلومات قيمة عن زعيم داعش أبو بكر البغدادي بعد يومين من استجواب أم سياف.